# Колокольчик Комарова
Колоко́льчик Комаро́ва (лат. Campanula komarovii) — травянистое многолетнее растение семейства Колокольчиковые (Campanulaceae). Редкий вид с узким ареалом, в России встречается на Черноморском побережье Кавказа в пределах Краснодарского края.
Занесён в Красную книгу России и Красную книгу Краснодарского края.

## Название
Вид назван в честь русского ботаника и географа Владимира Леонтьевича Комарова (1869—1945).

## Ботаническое описание
Многолетнее травянистое растение высотой 30—50 см со стержневым деревянистым корнем и многочисленными восходящими стеблями. Стебли при основании деревянистые, покрыты жёсткими белыми волосками.
Листья длиной до 4 см и шириной до 1 см, нижние — продолговато-лопатчатые, переходящие в узко крылатый черешок, верхние — ланцетные, сидячие, покрытые белыми щетинками. Край листовой пластинки городчатый.
Цветки длиной 3—4 см, с фиолетово-синим венчиком, волосистым снаружи по жилкам, с острыми, более-менее отвёрнутыми долями. Чашечка с широколанцетными или треугольно-яйцевидными зубцами, покрыта жёсткими белыми щетинками. Венчик в 4—5 раз длиннее чашечки. Придатки чашечки немного короче зубцов, яйцевидные или треугольно-яйцевидные, отогнутые вниз, соприкасающиеся между собой. Столбик не выдаётся или чуть выдаётся за пределы венчика.
Цветёт колокольчик Комарова в мае—июне, плоды созревают в июле. Размножается семенами. Растёт одиночно или небольшими группами.